# Anthony Dawson
Anthony Dawson (Edinburgh, 18 oktober 1916 - Sussex, 8 januari 1992) was een Schots acteur.

## Levensloop en carrière
Dawson maakte zijn filmdebuut in 1943 in They Met in the Dark. In de jaren 40 speelde hij enkel in Britse films. Begin jaren 50 verhuisde hij naar de Verenigde Staten. In 1954 speelde hij een van de hoofdrollen in Dial M for Murder. In de jaren 60 verhuisde hij terug naar het Verenigd Koninkrijk. In 1962 speelde hij een rol in Dr. No. Hij verscheen ook in de volgende James Bondfilms From Russia with Love en Thunderball.
Hierna zou Dawson geen grote rollen meer spelen, hoewel hij acteerde tot begin jaren 90. In 1992 overleed Dawson op 75-jarige leeftijd aan kanker.

## Filmografie (selectie)
- 1943 - They Met in the Dark (Karel Lamac)
- 1950 - They Were Not Divided (Terence Young)
- 1951 - Valley of Eagles (Terence Young)
- 1954 - Dial M for Murder (Alfred Hitchcock)
- 1955 - That Lady (Terence Young)
- 1957 - Action of the Tiger (Terence Young)
- 1959 - Tiger Bay (J. Lee Thompson)
- 1960 - Midnight Lace (David Miller)
- 1961 - The Curse of the Werewolf (Terence Fisher)
- 1962 - Il dominatore dei 7 mari (Rudolph Maté)
- 1962 - Dr. No (Terence Young)
- 1963 - From Russia with Love (Terence Young)
- 1965 - The Amorous Adventures of Moll Flanders (Terence Young)
- 1965 - Thunderball (Terence Young)
- 1966 - Death Rides a Horse (Giulio Petroni)
- 1966 - Triple Cross (Terence Young)
- 1967 - L'avventuriero (Terence Young)
- 1967 - OK Connery (Alberto De Martino)
- 1971 - Soleil rouge (Terence Young)
- 1972 - The Valachi Papers (Terence Young)
- 1982 - Inchon (Terence Young)
- 1984 - The Jigsaw Man (Terence Young)
- 1986 - Pirates (Roman Polanski)
- 1988 - Run for Your Live (Terence Young)